# 송정동 (강릉시)
송정동(松亭洞)은 대한민국 강원특별자치도 강릉시의 행정동이다.

## 개요
초당이라는 지명은 최초의 한글소설 "홍길동전"을 남긴 교산 허균, 동양3국에 문명을 떨친 시인 허난설헌, 이들의 아버지 허엽의 호 "초당" 이 마을 이름이 되었다고 전해진다. 송정동은 강릉시 동쪽에 있는 바다와 연접지역으로 도농ㆍ어촌 복합지역이다. 도시 근교 농경지 및 개발 가능지역으로 근교농업 및 전원주거 기능을 하고 있다. 주변에 울창한 해송림, 명품해변, 솔바람교, 죽도봉 등을 보유하여 해양관광지로 휴양의 기능을 담당하고 있다.

## 법정동
- 송정동(松亭洞)
- 견소동(見召洞)

## 아파트
| 단지명        | 단지명 | 건설사   | 시행사       | 주소             | 입주        | 비고 |
| ------------- | ------ | -------- | ------------ | ---------------- | ----------- | ---- |
| 견소 한신     | 견소동 | 한신공영 | ㈜세영주택   | 경강로2539번길 8 | 1997년 11월 |      |
| 송정 한신더휴 | 송정동 | 한신공영 | 한국토지신탁 | 경강로 2448      | 2019년 3월  |      |

- 현대산업개발
  - 강릉 아이파크 (송정동) - 2019년 12월 입주
  - 강릉 오션시티 아이파크 (견소동) - 2026년 8월 (예정)
- 신도브래뉴 로얄카운티 (송정동) - 2007년 2월 입주 / 신도종합건설
- 송정해변 신도브래뉴 (견소동) - 2005년 7월 입주 / 신도종합건설

## 교육
- 동명초등학교
- 강릉오성학교

## 관광
- 송정해변
- 안목해변